# Битва при Шелимбэре
Битва при Шелимбэре — сражение, произошедшее 18 октября 1599 года между валашской армией Михая Храброго и трансильванско-венгерской армией Андраша Батори в районе города Шелимбэр (венг. Шелленберк) недалеко от Сибиу.

## Предыстория
В конце 1590-х годов валашский князь Михай Храбрый отправился в Трансильванию, чтобы сразиться с османами. В то же время соседние правители Андраш Батори в Трансильвании и Иеремия Могила в Молдавии дружили с Польшей.
В 1598 году Михай подписал мирный договор с османами, однако обе стороны понимали, что конфликт далеко не исчерпан. Когда княжество Трансильвания попало под влияние Польши, сохранявшей дружеские отношения с османами, вокруг Валахии замкнулось кольцо врагов. Только Габсбурги были готовы объединиться с Михаем. Договор, подписанный в Праге 9 июня 1598 года, сделал Валахию вассальным государством Священной Римской империи; взамен император обязался покрыть расходы Михая на наем 5 000 наемников. Михай решил закрепить альянс и согласия императора Рудольфа начал атаку на Трансильванию.
Михай сообщил секеям, что он атакует Трансильванию от имени императора Рудольфа и, что если они присоединятся к нему, их национальные свободы будут восстановлены. За счет этого обещания секеи присоединились к силам Михая и составили треть его армии из 36 000 солдат.
Михай вступил в Трансильванию через перевал Бузэу. Другой валашский армейский корпус, состоявший из 6000 воинов из Олтении во главе с Раду Бузеску и баном Удреа, пересек Трансильванские Альпы через перевал Терну Рошу. 16 октября армии соединились.

## Битва
У Михая было около 40 000 солдат. Однако многие из них не сражались, предпочитая вместо этого оставаться в лагере и защищать женщин и детей знати, которые присоединились к ним в этой кампании из страха возможных татарских нападений на Валахию.
Армия Андраша Батори насчитывала приблизительно 30 000 человек, но во время битвы многие из них перешли на сторону Михая, включая секеев, которые презирали правящую семью Батори. Валахи провели решительную атаку в начале битвы, но вскоре были отброшены контратакой венгерских гусар. Трансильванцы получили возможность выиграть битву, но Андраш Батори отказался бросить арьергард в бой, дав валахам шанс перегруппироваться. В результате финальная атака валахов оказалась успешной, Батори бежал с поля боя, а Михай Храбрый вступил во главе своей армии в город Алба-Юлия (Дьюлафехервар), после чего местный сейм признал его князем и имперским наместником.
Потери составили по меньшей мере 1200—1500 человек на трансильванской стороне и 200—1000 человек на стороне Валахии. Жители Сибиу похоронили тела в братской могиле, известной как Холм Михая Храброго.

## Последствия
Победа Михая привела к объединению княжеств Валахии, Молдавии и Трансильвании под властью единого правителя.
Следует, однако, сказать, что правительства Валахии и Трансильвании оставались раздельными, а Михай никогда не пытался связать Трансильванию с Валахией в единое государство и не вмешивался в систему правления Трансильвании. Более того, он также пригласил некоторых секеев и других трансильванских венгров в Валахию, рассчитывая перенять гораздо более продвинутую феодальную систему Трансильвании.
В период румынского национального пробуждения победа Михая была истолкована как первое объединение румынского народа, а Михай Храбрый считается румынским национальным героем.